# Мангри Есмеральдасу та тихоокеанського узбережжя Колумбії
Мангри Есмеральдасу та тихоокеанського узбережжя Колумбії (ідентифікатор WWF: NT1409) — неотропічний екорегіон мангрових лісів, розташований на заході Колумбії та на північному заході Еквадору.

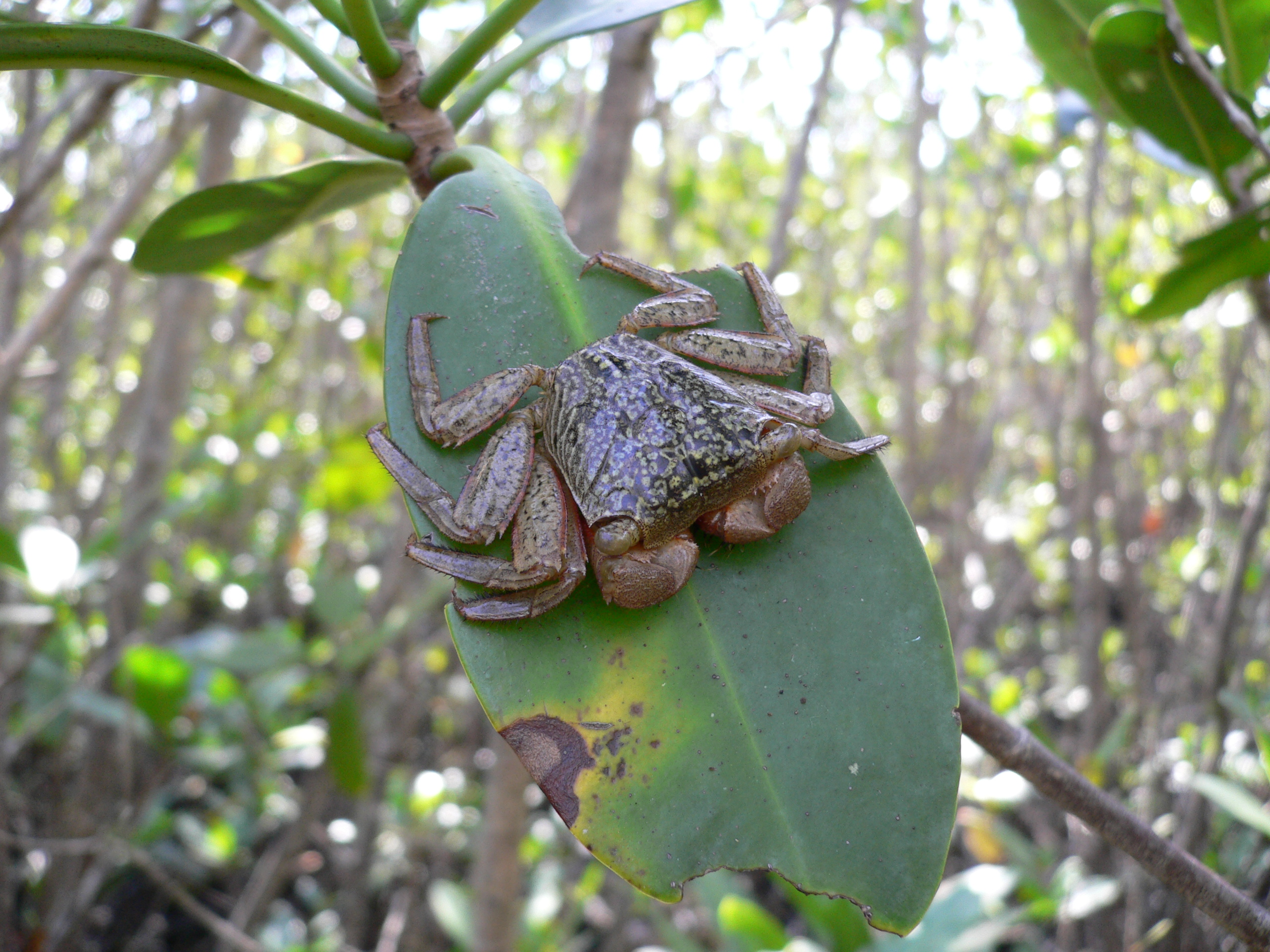
Мангровий краб (Aratus pisonii)

## Географія
Екорегіон мангрів Есмеральдасу та тихоокеанського узбережжя Колумбії охоплює ділянки мангрових лісів, поширені на узбережжі Тихого океану в департаментах Чоко, Вальє-дель-Каука, Каука і Нариньйо на заході Колумбії та в провінції Есмеральдас на північному заході Еквадору. Він включає прибережну смугу довжиною 1000 км, яка простягається від затоки Гумбольдта на півночі до затоки Момпіче на півдні. Мангрові ліси екорегіону зустрічаються переважно у солонуватих гирлах річок, що стікають з Анд на захід, у районах, де припливно-відпливні коливання підтримують баланс прісної та солоної води. Великі ділянки мангрів поширені у гирлах Сан-Хуану, Наї, Гуапі, Патія, Санкіанга, Міри, Есмеральдаса та ще близько 25 менших річок, а найбільший масив мангрів простягається майже безперервною смугою завширшки 8-50 км від гирла річки Матахе до затоки Чанзара поблизу Гуапі. Загальна площа мангрів екорегіону становить приблизно 6500 км².
Територію екорегіону можна розділити на дві великі зони на північ і південь від мису Коррієнтес, що розташований на південному кінці затоки Трібуга. У північній частині тихоокеанського узбережжя Колумбії континентальний шельф вузький і спостерігається різке підняття суходолу на висоту 1500 м над рівнем моря. Багато невеликих річок стікають з Анд, забезпечуючи мангрові екосистеми прісною водою протягом всього року. Уздовж узбережжя океану спостерігаються апвелінги (підйом холодних глибинних водних мас на поверхню). На півдні екорегіону уздовж тихоокеанського узбережжя простягається пласка прибережена рівнина, яка переходить у широку смугу континентального шельфу. Прибережні апвелінги тут відсутні. З геологічної точки зору у прибережних районах екорегіону переважають аргіліти, пісковики та конгломерати, а також, меншою мірою, вапняки. Річки, що стікають до Тихого океану на півдні, забезпечують більший приток прісної води, ніж на півночі, і часто несуть з собою більше осаду.
Через значні припливно-відпливні коливання, які можуть досягати 4 м, мангрові ліси екорегіону можуть простягатися навіть на 20 км вглиб від морського узбережжя. У внутрішніх районах Колумбії мангрові ліси переходять у вологі ліси Чоко та Дар'єну, а на південному сході Колумбії та в Еквадорі — у вологі ліси Західного Еквадору.

## Клімат
В межах екорегіону переважає екваторіальний клімат (Af за класифікацією кліматів Кеппена), який характеризується середньою температурою понад 24 °C  та дуже високою кількістю опадів. У північній частині екорегіону середньорічна кількість опадів становить від 4000 до 8000 мм, а у південній — від 1000 до 4000 мм. На клімат регіону значно впливає міжтропічна зона конвергенції.

## Флора
В межах екорегіону зустрічаються різні типи мангрових лісів, залежно від місцевого рельєфу та клімату, зокрема барові, естуарійні, прибережні, острівні та карликові мангрові зарості. Порівняно з манграми, поширеними на карибському узбережжі Колумбії, мангри тихоокеанського узбережжя мають нижчу солоність води через значну кількість опадів та вплив припливів, а їх зонування скоріше залежить від стабільності субстрату. Великий приток прісної води, багатої на поживні речовини, сприяє бурхливому росту мангрів, висота якого перевищує 40 м, та активному накопиченню органічного детриту. На стовбурах мангрових заростей ростуть епіфітні бромелії та орхідеї, а їх гілки утримують воду та осадовий матеріал.
У манграх екорегіону зустрічаються різні види мангрових дерев — жовті мангри (Rhizophora harrisonii), червоні мангри (Rhizophora mangle), розгалужені мангри (Rhizophora racemosa), чорні мангри (Avicennia germinans), двоцвіті мангри (Avicennia bicolor), білі мангри (Laguncularia racemosa) та чайні мангри (Pelliciera rhizophorae), а також рідкісні поодинокі прямі конусоплідні мангри (Conocarpus erectus).
Значна частина мангрів є перехідною зоною, у який домінують панамські мори (Mora megistosperma) та різні види евтерпових пальм (Euterpe spp.). Майже ендемічні панамські мори (Mora megistosperma) зустрічаються лише на тихоокеанському узбережжі Центральної та Південної Америки, від Парріти в Коста-Риці до Есмеральдаса в Еквадорі. За смугою перехідних мангрів в глибині континенту поширені прісноводні болота, на яких ростуть мангрові папороті (Acrostichum aureum), панамські кампносперми (Campnosperma panamense), молочні дерева (Brosimum utile), різні види вірол (Virola spp.) та різноманітні пальми, зокрема тихоокеанські маурітьєлли (Mauritiella macroclada), звичайні манікарії (Manicaria saccifera) та пальми асаї (Euterpe oleracea).
Серед інших рослин, поширених у мангрових екосистемах екорегіону, слід відзначити амфітекну Джентрі (Amphitecna gentryi), широколисту амфітекну (Amphitecna latifolia), розлогожилкову кренею (Crenea patentinervis), морський гібіск (Hibiscus tiliaceus), намистовий довгоплідник (Lonchocarpus monilis), мангрову павонію (Pavonia rhizophorae), коркову біньйонію (Bignonia phellosperma), болотяну табебую (Tabebuia palustris), пазуховий туберостіліс (Tuberostylis axillaris) та мангровий туберостіліс (Tuberostylis rhizophorae). На піщаних ділянках зустрічаються колючі гострянки (Cenchrus spinifex), атурійські гомолепіси (Homolepis aturensis), трави Святого Августина (Stenotaphrum secundatum) та деякі в'юнкі рослини, такі як звичайна морська квасоля (Canavalia rosea), прибережні кручені паничі (Ipomoea pes-caprae), пляжні кручені паничі (Ipomoea imperati) та піщані пектіси (Pectis multiflosculosa). Серед епіфітів, що вкривають гілки мангрових дерев, слід відзначити мозаїчну гусманію (Guzmania musaica) з родини Бромелієві (Bromeliaceae) та червону геліконію (Heliconia bihai) з родини Геліконієві (Heliconiaceae).
Дослідження кернів показало, що на півдні Трібуга існуючі популяції ризофорових (Rhizophora spp.) мангрів залишалися відносно стабільними протягом останніх 4500 років. Останнім часом у цій місцевості з'явилося багато мангрових папоротей (Acrostichum aureum), ймовірно, завезених людьми. В одному районі на півночі затоки популяції чайних мангрів (Pelliciera rhizophorae) існують приблизно протягом останніх 2000 років, однак в іншому районі мангрові ліси утворилися внаслідок нещодавньої колонізації.

## Фауна
Мангри екорегіону є важливим середовищем проживання для багатьох видів водоплавних та коловодних птахів, а також багатьох плазунів, ссавців та інших тварин, які шукають тут їжу та притулок. Також вони є важливими місцями нересту та розплідником для мальків різноманітних риб та безхребетних, які живуть в прибережних районах.
Серед двостулкових молюсків, що зустрічаються у манграх на тихоокеанському узбережжі Колумбії, слід відзначити морського черв'яка Гульда (Bankia gouldi), фіденську устрицю (Anomia fidenas), велетенську устрицю Кортеса (Crassostrea corteziensis), мангрову устрицю Януса (Isognomon janus), пряму мартезію (Martesia striata), листкоподібного пододесмуса (Pododesmus foliatus) та мангрову анадару (Anadara tuberculosa), а серед черевоногих молюсків — мангрову літоралію (Littoraria scabra), смугасту літоралію (Littoraria fasciata), барвисту літорину (Littorina varia), зеброву літорину (Littorina zebra), звичайного ставковика (Lymnaea stagnalis), каролінського мелампуса (Melampus carolianus), нассарінус Вільсона (Nassarius wilsoni), шорсткореброву неріту (Nerita scabricosta), куполоподібну тайселлу (Thaisella kiosquiformis) та жовтосмугий теодоксус (Theodoxus luteofasciatus). Серед ракоподібних, що зустрічаються в регіоні, слід відзначити вузькотілого краба-армаса (Armases angustum), поперечного грязьового краба (Eurypanopeus transversus), краба-трістана (Eurytium tristani), притиснутого гліптограпса (Glyptograpsus impressus), південну креветку-чистильщика (Latreutes antiborealis), волохату макрокоелому (Macrocoeloma villosum), пластинчастого нотолопаса (Notolopas lamellatus), чилійського краба-панопеуса (Panopeus chilensis), пурпурового краба-панопеуса (Panopeus purpureus) та екваторіального краба-сезарму (Sesarma aequatoriale), а також дуже поширеного мангрового краба (Aratus pisonii).
Серед поширених в екорегіоні птахів слід відзначити бурого пелікана (Pelecanus occidentalis), золотистого пісняра-лісовика (Setophaga petechia), мангрового канюка-крабоїда (Buteogallus anthracinus subtilis), бразильського баклана (Phalacrocorax brasilianus), гвіанського пастушка (Aramides axillaris), чорногорлого квака (Nyctanassa violacea) та мангрову чаплю (Butorides striata). Майже ендемічними представниками екорегіону є гніді пастушки (Aramides wolfi) та панамські колібрі-сапфіри (Chrysuronia humboldtii).
В мангрових заростях екорегіону зустрічається багато різноманітних ссавців, зокрема ягуари (Panthera onca), звичайні пекарі (Tayassu pecari), колумбійські ревуни (Alouatta palliata), панамські капуцини (Cebus imitator), неотропічні видри (Lontra longicaudis), звичайні ракуни (Procyon lotor), ракуни-крабоїди (Procyon cancrivorus) та північні тамандуа (Tamandua mexicana). Серед поширених в екорегіоні плазунів слід відзначити гострорилого крокодила (Crocodylus acutus), крокодилового каймана (Caiman crocodilus), звичайну ігуану (Iguana iguana) та плямисточеревого аноліса (Anolis maculiventris).

## Збереження
Основними загрозами для збереження природи регіону є вирубка мангрових лісів, надмірний вилов риби, розвиток аквакультури та забруднення води внаслідок промислової і сільськогосподарської діяльності. Основними природоохоронними територіями екорегіону є Національний природний парк Санкіанга та Національний природний парк Утріа в Колумбії, а також Екологічний заповідник мангрів Каяпас-Матахе в Еквадорі.